# Романов, Ростислав Ростиславович (1985)
Ростисла́в Ростисла́вович Рома́нов (род. 21 мая 1985, Лейк-Форест, Иллинойс, США) — британский художник и дизайнер. Потомок императорской династии Романовых. Председатель Объединения членов рода Романовых с 31 марта 2023 года.
С 2021 года занимает 3 место в порядке наследования российского престола, что однако не признаётся ветвью Кирилловичей. Учитывая, что нынешний глава Дома Романовых Алексей Андреевич, как и его младшие братья — Пётр и Андрей — не имеют потомков мужского пола, в будущем Ростислав Ростиславович с большой вероятностью возглавит род Романовых.

## Происхождение
Ростислав Ростиславович принадлежит к ветви «Михайловичей» рода Романовых — мужской линии потомков великого князя Михаила Николаевича, младшего сына Императора Николая I.
Старший сын и второй ребёнок Ростислава Ростиславовича-старшего и его второй жены Кристин Ипсен. У него есть старшая сестра — Александра Ростиславовна (род. 1983) и младший брат — Никита Ростиславович (род. 1987). От первого брака отца со Стефаной Вердел Кук у Ростислава есть ещё одна старшая сестра — княжна Стефания Ростиславовна (по мужу — г-жа Боггис; род. 1963).
Как потомок Софии Ганноверской находится в линии наследования британского престола (по состоянию на 2001 год находился под 3552 номером).

## Биография
Князь Ростислав Ростиславович родился 21 мая 1985 года в Лейк-Форесте, штат Иллинойс. Получил образование по специальности «изобразительное искусство» в Фалмутском университете в Корнуолле.
В 1998 году Ростислав посетил Россию вместе со своими родителями, братьями и сёстрами, чтобы присутствовать на захоронении останков Императора Николая II и его семьи. Шесть месяцев спустя умер его отец (7 января 1999, во время празднования Рождества).
3 декабря 2017 года был избран вице-председателем Объединения членов рода Романовых.
31 марта 2023 года был избран председателем Объединения членов рода Романовых.

## Семья
Жена (с 2019 года, религиозная церемония в 2021 году) — Фотеини Мария Кристина Георганта (р. 1980, Афины)
Сын — Ростислав (р. 24 сентября 2013).

## Деятельность
Президент Объединения членов рода Романовых — Князь Николай Романович — назначил Ростислава официальным представителем рода Романовых в России. Князь Ростислав Ростиславович входит в Объединения Членов Рода Романовых со дня своего рождения — с 21 мая 1985 года Объединения членов рода Романовых и в 2007—2013 годы являлся членом комитета Объединения.
Я единственный из всех Романовых бываю в России, поэтому главное мое дело – представлять здесь Дом Романовых, а также наш благотворительный Фонд, который помогает детским домам. Мы взяли на себя один дом для глухонемых (...) В России я делаю, в общем-то, две вещи: работаю и представляю Дом Романовых. Я один из самых молодых наследников нашего рода, и находиться здесь, на своей исторической родине, для меня большая честь..
В 2010 году Ростислав Романов вошёл в Совет директоров ЗАО Петродворцовый часовой завод «Ракета». Он также является консультантом креативного отдела завода, выступая в качестве дизайнера и художника.
Причина того, почему я нахожусь в совете директоров «Ракеты» и почему я советник её креативного отдела, — это история фабрики. Завод появился в 1721 году, при Петре Великом, моём предке. Здесь создавались ювелирные украшения, в том числе гранились камни для царской короны. Когда большевики пришли к власти, они разрушили почти всё, что принадлежало семье Романовых, но по каким-то причинам они не разрушили этот завод, и он продолжил работать. Завод выжил даже после развала Советского Союза, и это делает его частью большой русской истории, истории, которой несколько сотен лет, и для меня большая честь представлять завод.
Я работаю со своим другом, графом Жаком фон Полье. Вместе мы реконструируем старейший в России часовой завод «Ракета». (...) Официально я занимаю должность главного дизайнера и вхожу в состав совета директоров «Ракеты», но фактически помогаю Жаку всем, что в моих силах. Основная моя задача — помочь «Ракете» найти свой особенный стиль. Для продукта, в успехе или неуспехе которого большую роль играет дизайн, это очень важно. Я разработал новую модель часов, её выход приурочен к юбилею нашего Дома. На циферблате изображены грифоны (а не львы, как думает большинство людей) — это наш фамильный герб. На моем родовом перстне точно такое же изображение. На оборотной стороне часов мы поместили портреты трёх великих русских монархов: первого представителя династии — Михаила Романова, Петра I и последнего русского императора, Николая II.
Также в качестве живописца пишет пейзажи, которые показывают на персональных выставках.

## Комментарии
1. ↑  В некоторых источниках утверждается, что сына зовут Михаил, но сам отец ребенка в интервью заявляет, что сын носит такое же имя как у него и у деда.[3]